# غافين ويلكينسون
غافين ويلكينسون (بالإنجليزية: Gavin Wilkinson)‏ (5 نوفمبر 1973 في نيوزيلندا - ) هو مدرب كرة قدم ولاعب كرة قدم نيوزلندي في مركز الدفاع. شارك مع منتخب نيوزيلندا لكرة القدم. أما مع النوادي، فقد لعب مع بورتلاند تمبرز ونادي برث غلوري ونادي غيلانغ إنترناشونال وWaitakere City FC ‏ وPortland Timbers (2001–2010) ‏ وKilkenny City A.F.C. ‏ وDouble Flower FA ‏.

## وصلات خارجية
- غافين ويلكينسون على موقع الاتحاد الدولي (مؤرشف)  (الإنجليزية)
- غافين ويلكينسون على موقع قاعدة بيانات كرة القدم.إي يو (الإنجليزية)
- غافين ويلكينسون على موقع ناشيونال فوتبول تيمز (الإنجليزية)
- غافين ويلكينسون على موقع عالم كرة القدم.نت (الإنجليزية)